# Pleternica
Pleternica è una città della Croazia nella regione di Požega e della Slavonia.